# Epidapus
Epidapus är ett släkte av tvåvingar som beskrevs av Alexander Henry Haliday 1851. Epidapus ingår i familjen sorgmyggor.

## Dottertaxa tillEpidapus, i alfabetisk ordning[1][2]
- Epidapus abieticola
- Epidapus absconditus
- Epidapus alnicola
- Epidapus anomalus
- Epidapus antegracilis
- Epidapus atomarius
- Epidapus bidens
- Epidapus bikinensis
- Epidapus bipalpatus
- Epidapus bispinosulus
- Epidapus brachyflagellatus
- Epidapus brevisartus
- Epidapus canicattii
- Epidapus carpaticus
- Epidapus concensus
- Epidapus conciliatus
- Epidapus consensus
- Epidapus crassipes
- Epidapus debilis
- Epidapus denticulatus
- Epidapus detriticola
- Epidapus echinatum
- Epidapus espinosalus
- Epidapus fagi
- Epidapus flavothoracicus
- Epidapus gracilipes
- Epidapus gracilis
- Epidapus gracillimus
- Epidapus ignavus
- Epidapus ignotus
- Epidapus illicitus
- Epidapus incundus
- Epidapus inversus
- Epidapus italicus
- Epidapus iucundus
- Epidapus johannseni
- Epidapus lacertosus
- Epidapus lagrecai
- Epidapus libidinosus
- Epidapus longicubitalis
- Epidapus lucifuga
- Epidapus macrohalteratus
- Epidapus microthorax
- Epidapus mixtus
- Epidapus nanus
- Epidapus nullusanalis
- Epidapus obstinatus
- Epidapus operosus
- Epidapus pellitus
- Epidapus postdetriticola
- Epidapus primulus
- Epidapus primus
- Epidapus probus
- Epidapus quadrispinosus
- Epidapus quadrispinula
- Epidapus quinquespinus
- Epidapus schillei
- Epidapus semifactus
- Epidapus spinosulus
- Epidapus strenuus
- Epidapus subcarpaticus
- Epidapus subdetricola
- Epidapus subgracillis
- Epidapus subtigris
- Epidapus tigris
- Epidapus tuberculatus
- Epidapus tuwensis